# Терър
„Терър“ (на английски: Terror) е хардкор група от Лос Анджелис, Калифорния, сформирана през 2002 г. от китариста Тод Джоунс и барабаниста Ник Джет, след разпада на старата им група Carry On. Звученето им е повлияно най-вече от типични хардкор групи като Madball, Judge, Sick Of It All и др.

## История
Имат издадени няколко демота, MCD-то Lowest of The Low за Bridge 9 Records, албумите One With the Underdogs и Always the Hard Way, както и DVD-то The Living Proof, за Trustkill Records и ЕР-то Rhythm Amongst The Chaos за Reaper Records. На 10 юни 2008 г. излезе чисто нов албум (за Century Media), озаглавен The Damned, The Shamed.
Членовете на групата се определят като хардкор активисти и проповядват най-вече позитивизъм в хардкор сцената и приравняване с поставените най-ниско в обществото. Известни са и с това, че отделят по 10 месеца годишно за турнета. Вокалът Scott Vogel често е определян като основна движеща сила, най-вече заради специфичните му сценично поведение и реплики, както и заради ролята му на пионер в хардкора от 90-те с участия в класически групи като Slugfest, Despair и Buried Alive. Иначе всеки, преминал през групата, има индивидуален принос. Барабанистът Nick Jett разполага със звукозаписно студио и е отговорен за записите на първия албум и последното ЕР. Също така има лейбъл – New View Records Архив на оригинала от 2007-11-27 в Wayback Machine., за който записват групите Down Again, Mindpiece, Vendetta, и Piece by Piece (за последните Nick се изявява и като вокал). Останалите настоящи членове нямат толкова изпъстрена кариера, но определено заслужават мястото си – Doug Weber е бивш китарист на First Blood, Martin Stewart е в Donnybrook, а Buske свири в Rag Men и е бивш член на Another Victim и The Promise. От бившите музиканти в Terror няма как да пропуснем Frank „3 Gun“ Novinec, който имаше престой в 2 от най-влиятелните метълкор групи – Integrity и Ringworm, а понастоящем се изявява в Hatebreed, и Carl Schwarz – вокал на First Blood, известен като веган и активист за правата на животните.
Terror са една от най-популярните хардкор групи, до известна степен благодарение на това, че правят суровия си хардкор по-достъпен, вкарвайки повече метъл в звученето. Като цяло обаче групата е насочена към по-ограничена база привърженици – не се харесват например в метъл средите колкото Hatebreed. Концертите им са прочути с интензивност и с постоянните подтиквания на Scott публиката да дава всичко от себе си така, както го прави групата. Свирили са в почти всяка точка на Европа, Северна и Южна Америка, Азия и Австралия. Били са на турне както с други хардкор групи, така и с метъл такива и с хип-хоп изпълнители.